# Ephippitythoidea sparsa
Ephippitythoidea sparsa is een rechtvleugelig insect uit de familie sabelsprinkhanen (Tettigoniidae). De wetenschappelijke naam van deze soort is voor het eerst geldig gepubliceerd in 1892 door Johann Gottlieb Otto Tepper.